# Queen II
A Queen II a brit Queen rockegyüttes második stúdióalbuma. 1974. március 8-án jelent meg (Amerikában március 9-én), a producerei az együttes tagjai, valamint Roy Thomas Baker és Robin Cable voltak. Az album elkészítésébe alig egy hónappal a sikertelen első albumuk megjelenése után, 1973 augusztusában kezdtek bele. Ezúttal az őket menedzselő Trident Studios nagyobb bizalommal volt irántuk, ezúttal már nappali órákban, teljes időben használhatták a stúdiót. A felvételek során rengeteg új ötletüket valósították meg, Roger Taylor dobos az albumot „nagy sztereó kísérletezésnek” nevezte. A rengeteg újítás és ötlet ellenére igencsak hamar, egy hónap alatt felvették a zenei anyagot, viszont az album gazdasági és egyéb okok miatt mégis csak fél év múlva jelenhetett meg.
Bár nem neveztető valódi konceptalbumnak, az átlagosnál egységesebb szerkezetű: a hagyományos A és B oldalak helyett egy fekete és egy fehér oldala volt, a fekete oldalra kizárólag Freddie Mercury énekes fantasztikus, meseszerű dalai, a fehér oldalra egy kivétellel Brian May főleg lírai, érzelmeket közvetítő művei kerültek fel (a kivétel a fehér oldalon Taylor dala). John Deacon basszusgitáros nem írt dalt a lemezre. A lemezborítón egy Mick Rock fényképezte fotó szerepelt, amelyen az együttes sötét háttér előtt, sötét ruhában, arcukat megvilágítva áll – ez az együttesről készült egyik leghíresebb kép.
Egyetlen kislemez jelent meg róla, a „Seven Seas of Rhye”, amely azonban meglepetés sláger lett, a tizedik helyet érte el a slágerlistán. A kislemez sikerének hatására az album is egészen jól fogyott, és az együttes megjelent a sikerlistákon. A korabeli kritika kevés kivételtől eltekintve erősen elmarasztalta az albumot, a Record Mirror túlhangszereltnek és túlprodukáltnak tartotta, a Melody Maker hiányolta a dalok érzelmi mélységét. Az évek folyamán mégis egyre nőtt az elismerése, napjainkban pedig az együttes egyik legjobb albumának tartják, és számtalan későbbi előadó tekint rá inspirációs forrásként.

## Háttér
Az együttes legelső albuma, a Queen 1973-ban jelent meg. A zenei anyag 1973 elejére elkészült, ekkor az őket menedzselő Trident Studios kiadót keresett hozzá. Hosszas kutatás után sikerült megegyezniük az EMI-vel (az amerikai és kanadai piacon pedig az Elektrával), de a kiadó nem közvetlenül az együttessel szerződött, hanem a Tridenttel, amely pedig 1972 novemberétől heti húsz fontot fizetett a tagoknak. Az album vegyes fogadtatásban részesült, a kritikusok egy része hiányolta belőle az eredetiséget, és a Led Zeppelin utánzóinak, unalmas glam rock sztárocskának tartotta őket, míg mások nagy energiájúnak és bombasztikusnak találták. Kereskedelmileg viszont teljesen megbukott: bár a kiadó ifjúsági és könnyűzenei magazinokban, valamint lemezboltokban is reklámozta, sem a lemez, sem a kislemezei nem kerültek fel egyetlen listára sem.
Kis figyelmet azonban tudtak kelteni a „Keep Yourself Alive” című dalukkal kapcsolatban. Szokás szerint az EMI a kislemez megjelenése után mintapéldányt küldött a BBC televíziónak, de nem írták rá az együttes nevét, vagy akármi információt velük kapcsolatban. A BBC-nek tetszett a dal. Mivel nem tudták, hogy honnan van az anyag, nem tudtak kivel szerződést kötni, így minden hírverés nélkül felhasználták egy animációs videó aláfestő zenéjeként, amelyet azután le is játszottak a The Old Grey Whistle Test című műsorukban. Az adás után több érdeklődő telefont kaptak a dallal kapcsolatban, híresztelések szerint még a Tridenttől is érkezett egy hívás. Az együttes először nem örült a tévedésnek, de azután mégis felvillanyozta őket a váratlan nyilvánosság.

## Koncepció
A Queen II nem konceptalbum, de mégis összefogja egy laza keret a többé-kevésbé összefüggő dalokat. Az alapötlet Mercurytól származott, aki, miután megírta a „The March of the Black Queen” című dalt, arra gondolt, hogy két ellentétes hangulatú oldalra kellene osztani a lemezt, amelyeket fekete és fehér oldalként kellene jelölni. Rajta kívül főként May írt akkoriban dalokat, aki ugyancsak jó ötletnek tartotta ezt. A két fő dalíró ugyan nem dolgozott párban, de dalaik hatással volt a másikra: Mercury miután meghallotta May „White Queen”-jét, megírta a „Black Queen”-t, aminek hallatára May átdolgozta a „Father to Son” című dalát, ennek hatására pedig Mercury gondolta újra az „Ogre Battle”-t. A két oldal között főleg a dalok hangulatában és mondanivalójában van különbség: a fehér oldalon May dalai közt több a lassabb, lírai szám, ezek pedig főleg érzelmekről, emberi viszonyokról mesélnek reményteljesen; ezzel szemben a fekete oldalon Mercury dalai általában keményebbek, összetettebbek, többük sajátságos fantáziavilágban játszódó gótikus mű.
Az egységességet hangúlyozza, hogy több két szomszédos dalt átúsztattak egymásba, ilyenek a fehér oldalról a „Procession” – „Father to Son” – „White Queen”, a fekete oldalról az „Ogre Battle” – „Fairy Feller’s Master-Stroke” – „Nevermore”, valamint a „The March of the Black Queen” – „Funny How Love Is”. Emiatt a bakelitlemezen nehéz volt megállapítani, hol fejeződik be a dal, és hol kezdődik a következő. A „The March of the Black Queen” – „Funny How Love Is” páros jó példa erre, ezeket az 1991-es CD változat digitalizálása közben a hangmérnökök rosszul vágták ketté, mert nem tudták pontosan megállapítani, hogy hol ér véget az előző, és hol kezdődik a következő. A fekete-fehér kontrasztot kihangsúlyozó borító ugyancsak az eltérő hangulatú oldalakra utal.

## Felvételek
Alig egy hónappal az első album megjelenése után, 1973 augusztusában újra stúdióba vonultak, hogy elkezdjenek dolgozni a következőn. Ellentétben a korábbi munkáikkal, ahol csak akkor használhatták a stúdiót, ha más fizető ügyfél éppen nem, ezúttal a Trident nappali stúdióidőt biztosított nekik. Az első album során bevált közreműködők, Roy Baker és Robin Cable producerek, valamint Mike Stone hangmérnök visszatértek. A hivatásos producerek mellett mindegyik tag társproducer volt azon dalnál, amelyet írt, így May egy kivétellel az első oldalon, Mercury a teljes második oldalon, Taylor pedig egy dalnál. Az együttes terve nagyratörő volt: ezen az albumon akarták minden elképzelésüket megvalósítani, amelyet addig az idő és pénzhiány miatt nem engedhettek meg maguknak. Ennek tükrében a munkacíme jó darabig Over the Top (Túl a csúcson) volt. A Trident akkoriban modernnek számító, tizenhat sávos felvevő rendszerét használták, hogy „kitolják a határát annak, amit az emberek a zenei stúdióban képesek véghezvinni”. Magasabb szintre emelték a többszólamú éneklés technikáját, May szerint „minden szólam esetén mindannyian uniszónóban énekeljük fel a dallamokat két vagy három külön sávra”. A rengeteg ötlet kivitelezése szükségessé tette, hogy Baker mellett egy társproducer is segítse a munkát. Erre először David Bowie-t kérték fel, ahogy már az első album készítésekor is, de ő visszautasította az ajánlatot, mert saját albumának felvételei foglalták le. Ekkor került a képbe Robin Cable, aki korábban már dolgozott együtt Mercuryval – emiatt is az énekes három dalának felvételénél segédkezett: „Nevermore”, „The March of the Black Queen” és „Funny How Love Is”.
Az „Ogre Battle” eredetileg az első albumra került volna, de végül kiszavazták, részben mert túl nehézre sikeredett a szövege, másrészt mert a kezdetleges stúdiótechnikával nem tudták volna megvalósítani Mercury eredeti elképzeléseit. Utóbbi miatt halogatták a „Father to Son” felvételeit is. A „White Queen”-t már 1970 körül, az egyetemi évei alatt megírta May. Mind a négy dalt játszották már 1972-ben a koncerteken, az instrumentális „Procession”-t felvételről játszották az előadások kezdetén. Az albumra nem, de a „Seven Seas of Rhye” kislemez B oldalára felkerülő „See What a Fool I’ve Been” című dal ugyancsak régebbi eredetű, már az első album felvételeikor is elkészült egy változata, amit akkor nem használtak fel.
Az instrumentális „Procession”-ben May a gitárjával a hegedű hangját akarta utánozni, amelyet a Deaky Amp – Deacon saját készítésű gitárerősítője – és egy Vox AC30-as összekapcsolásával, majd a felvett hang felülvételezésével ért el. Az itt kikísérletezett módszert, és hogy a mikrofont az AC30-as elé rakva közvetlenül tudja befolyásolni a tónust, később is használta, ha hasonló hangzást akart elérni. Ugyancsak első volt a „Father to Son” abban a tekintetben, hogy May ebben játszott először zongorán a zenekar történetében, valamint itt hozott létre először igazán nagy, többszólamú gitárkíséretet, ami önbizalmat adott neki. A „White Queen”-ben egy „öreg és olcsó” Hairfred akusztikus gitárt használt. Leszedte az eredeti húrlábat, és keményfa húrlábbal helyettesítette, majd a fém érintők anyagából kis darabkákat beerőltetett a húrláb és a húrok közé, amitől a gitár a szitáréhoz hasonló hangot adott ki. A „Some Day One Day”-ben May énekelt, Mercury egyáltalán nem szerepelt rajta.
A „The March of the Black Queen”-t a lemez egyik legösszetettebb dalaként tartják számon a tagok is, amelyet nagy erőfeszítések árán rögzítettek. Taylor megerősítette, hogy a rengeteg felülvételezés során a rögzítésre használt mágnesszalag annyira elkopott, hogy szinte átlátszóvá vált, így majdnem elveszett az addig felvett anyag. Hasonlóan problémás volt a „Fairy Feller’s Master Stroke”, ahol ugyancsak 16 sávon kellett megoldani a rengeteg felülvételezést minőségromlás nélkül. A felvételen Mercury csembalón játszott. A Cable közreműködésével készült „Funny How Love Is” Phil Spector találmányát, a wall of sound hangzást alkalmazta. A kemény hangzású „Ogre Battle” elején egy érdekes megoldást alkalmaztak: a dal nagy részén végigfutó gitárriff különös hatását azzal érték el, hogy fordítva illesztették bele a felvételbe, de mivel palindrom volt, azaz visszafelé játszva is ugyanúgy hangzott, nem ütött ki túlzottan a zenei környezetből. A dal végén Taylor egy olyan hatalmas gongot ütött meg, hogy „minden erejét össze kellett szednie, csak hogy az ütőt fel tudja emelni”. A zongoraalapú „Seven Seas of Rhye” legvégén egy rövid részlet hangzik el az „I Do Like to Be Beside the Seaside” című angol dalból, ahol Baker sztilofonon játszott. Bár erre a lemezre is kiírták, hogy nem használnak szintetizátort, a sztilofon technikailag mégis szintetizátor.

## Kompozíció
- Father to SonMay szerzeménye.Elektromos és akusztikus gitárjáték adja az alapját.
- The March of the Black QueenMercury szerzeménye. Váltakozó ritmusa, magas szintű vokális megoldásai miatt sokan a „Bohemian Rhapsody” zenei elődjének tekintik.
- Seven Seas of RhyeMercury szerzeménye. Barátságosabb, rádióbarátabb a hangzása, mint az album többi dalának.

Nem tudod lejátszani a fájlt?

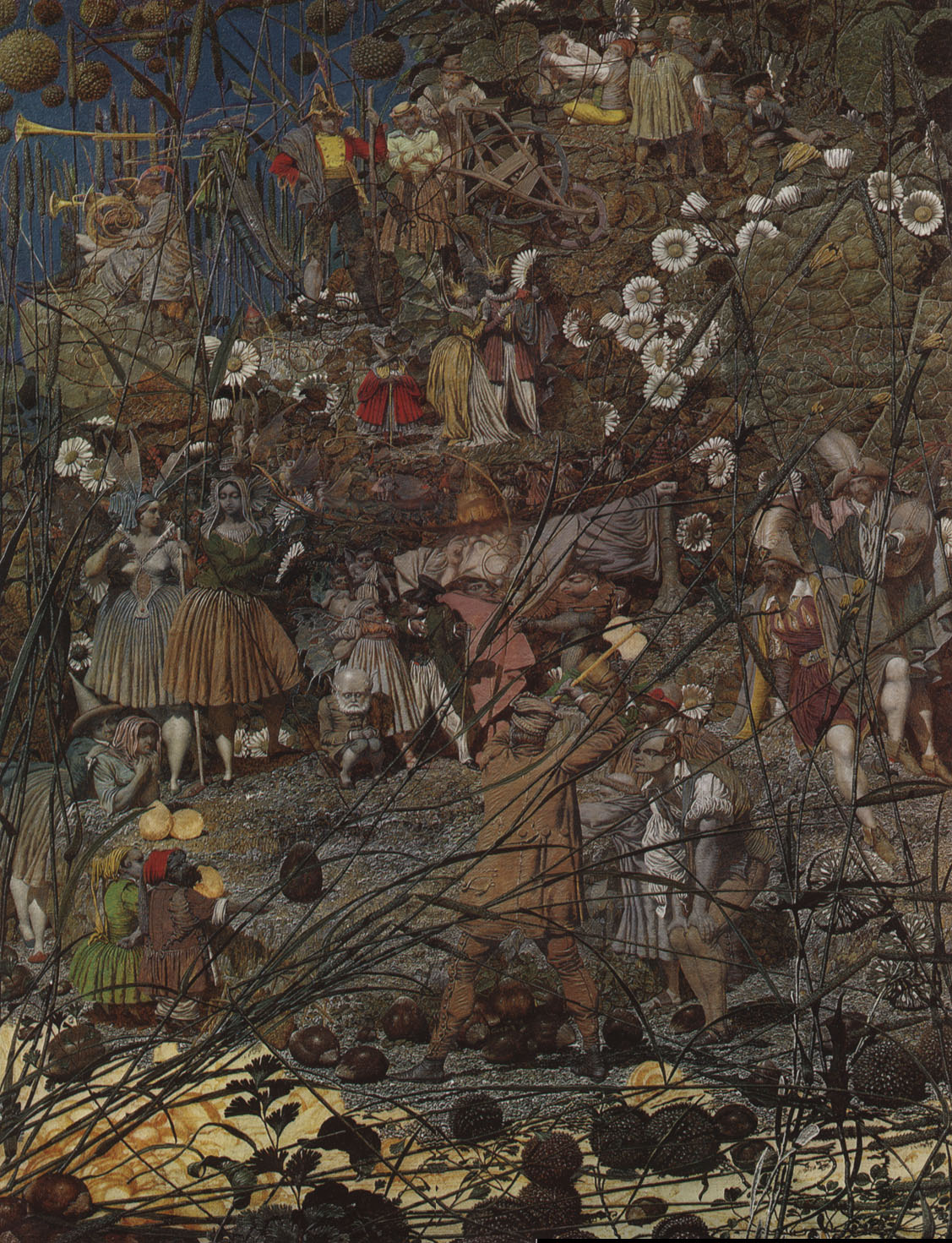
Richard Dadd: The Fairy Feller’s Master-Stroke

Brian May a Queen jellegzetes hangzásának első megjelenéseként jellemzi az albumot: „A Led Zeppelin és a The Who is benne van valahol, mert ők voltak a kedvenceink, de amiben próbálunk különbözni tőlük, az a rétegezett hangzás. A Who-ra jellemzőek a nyitott akkordok, és a „Father to Son”-ban ez benne van, de a mi hangzásunk sokkal inkább az eltúlzott, erős gitárhangra alapul.” Bár minden dalt külön-külön tag szerzett, az album hangzásának vannak egységes jellemzői: ezek a gitárvezérelt dalszerkezet, a jelentőségteljes, szinte eltúlzott énekhangzás, több dalban az elektromos és akusztikus gitár kiegészíti egymást, és már itt megjelenik a később az együttes védjegyévé váló többtételes, váltakozó stílusú dalszerkezet. A fehér oldalon May szövegei főként líraiak, érzelmekről, emberi viszonyokról mesélnek, a fekete oldalon Mercury dalai nagyrészt történetmesélőek, az angol folklór hagyományos alakjait vonultatják fel.
Az albumot indító „Procession” rövid, instrumentális bevezető, amely a következő, „Father to Son” című dal egyes részleteiből építkezik. A lassú „Some Day One Day” és a dinamikus „Father to Son” az akusztikus és elektromos gitár összjátékára épülnek, utóbbi nagyon erőteljes megszólalású dal, hirtelenszerűen váltakozik a dallama és a hangulata. Mindkét dalt May egy-egy visszatérő témája határoz meg: a „Father to Son”-t az apa-fiú kapcsolat, a „Some Day One Day”-ben pedig egy jobb világ iránti vágyódás. A balladaszerű „White Queen” lassú, melankolikus dallamokkal építkezik, amelyeket több helyen a gitár és ének erőteljes feltörése szakít meg. A szövegét az egyetemi évei alatt írta: „Az Imperial College-ben írtam, ahol viszonylag védett életet éltem […] Olvastam Robert Graves A fehér istennő című munkáját, amely végigkísérte az idealizált Szűz/Anya/Királynő szerepét a történelemben, és az együttesünk neve, amelyet éppen abban az időben választottunk, tökéletesen megfelelt ennek – ez voltak az egyik indoka, amiért meg voltam győzve a jó névválasztásról. Személyes oldalról egy lánnyal kapcsolatos (természetesen!), akit minden áldott nap láthattam az egyetemen, és aki számomra megtestesítette a valói istennőt. Így visszatekintve hihetetlen, de annyira féltem tőle, hogy három év alatt egyszer sem szólítottam meg.” Taylor dala, a „The Loser in the End” kilóg a többi dal közül szinte bluesos hangzásával. Egy az édesanyját felnőve elhagyó fiúról szól, azt tárgyalva, mit hogy ránk az előző generáció, és abból mit tartunk meg.
A második oldalt a gyors „Ogre Battle” nyitja, amely sebességével és erőteljes hangzásával a speed metal stílus egyik első képviselője, a szövege pedig a címéhez hűen ogrék csatájáról szól. A „Fairy Feller’s Master Stroke” a lemez legösszetettebb és legfurcsább dala, a „The March of the Black Queen”-nel együtt a lemezre jellemző túlprodukáltság, nem hagyományos dalszerkezet és szinte operai ének legjobb példái (ebben a tekintetben a „Father to Son” mellett a „Bohemian Rhapsody” elődei). Mercury a „Fairy Feller’s Master Stroke”-ot Richard Dadd azonos című festménye nyomán írta, miután meglátta a Tate galériában. Egy alkalommal még ahhoz is ragaszkodott, hogy Baker, és az együttes tagjai menjenek el vele a galériába, megnézni a festményt, csak hogy értsék miről is szól a dal. A „The March of the Black Queen” bonyolult sorai nehezen értelmezhetők, Mercury szíve szerint hallgatóra akarta bízni az értelmezését. A „Nevermore” rövid, szomorkás zongoraballada, amelyet Mercury a feltevések szerint akkori barátnőjének, Mary Austinnak írt. Az akusztikus kíséretű „Funny How Love Is” kissé kilóg a fekete oldalról a megszólalásával, szinte az 1960-as évek végének hippi zenekarait idézi. A „Seven Seas of Rhye” a lemez legslágeresebb dala, zongora alapokkal, egyszerű gitárhangzással, és barátságos melódiákkal. Okulva abból, hogy a „Keep Yourself Alive”-ot sok DJ a hossza, és a túlbonyolítottsága miatt nem játszotta, szándékosan slágernek készült, hogy „minden lényeges dolog az első tíz másodpercben történjen meg benne”. A szövege ennek is nehezen értelmezhető, utalást tesz az úgynevezett Rhye királyságra, amely a Mercury által gyermekkorában kitalált fantáziaföld neve. Még Taylor is azt mondta róla, hogy soha egy szót nem értett belőle, de hangulatilag a lemez misztikus szövegű dalaihoz kapcsolódik.

## Megjelenés
A lemez megjelenésének előkészítésére a Trident leszervezett számukra egy 21 állomásos angliai turnét, ahol a Mott the Hoople előzenekara lehettek. A turné költségeit szokatlan módon az EMI állta, a lemez promóciójának részeként. A koncertek nagyrészt jól sikerültek, és jó barátságot kötöttek a főzenekarral is – bár Mercuryt zavarta az előzenekari szerep. Közben a szerencse is segítette az együttes felfutását: David Bowie visszamondta a szereplését az országos nézettségű Top of the Pops zenei műsorban, és a szervezők új előadót kerestek a lefoglalt műsoridőbe. Miután felhívták az EMI sajtófőnökét, az a Queen-t ajánlotta Bowie helyére, így előadhatták a nagy nézettségű műsorban a „Seven Seas of Rhye” című dalukat. Szokás szerint a műsorban nem élőben adták elő a dalt, hanem felvételről játszották le, az együttesek pedig mímelték az éneket. Ehhez azonban szükség volt felvenni egy speciális változatát a dalnak. Fowler addig intézkedett, amíg sikerült rávennie Pete Townshendet, hogy adja a rendelkezésükre a stúdióját, amíg felveszik a dalt. Február 20-án felvették a speciális változatot, amely másnap több millió angol háztartásban volt látható. Az EMI mozgósította az erőforrásait, és villámgyorsan, öt nappal a televíziós előadás elfogadása után, 1974. február 23-án megjelentette a dalt kislemezen. A kritikusok jól fogadták, az együttesről később szinte mindig negatívan író NME ezt írta róla: „erejük, tehetségük és dalszerzői képességük jó példája, valamint mindazoké a jó tulajdonságoké, ami egyedülállóvá teszi őket.”
Az album borítójára kerülő képeket Mick Rock készítette, aki valamivel korábbról ismerte már a zenekart, hiszen ő fényképezte őket a legelső turnéjuk során, és ezen képek közül később némelyik bekerült az együttest népszerűsítő újságcikkek közé. Fontosnak tartották, hogy a képkiválasztással is utaljanak a lemez fekete és fehér oldalaira. Rock egy műgyűjtő barátjánál talált egy albumot, amelyben egy kép szerepelt Marlene Dietrich színésznőről, ahogyan fekete háttér előtt, az arcát megvilágítva pózol, a kezeit pedig keresztbe teszi a mellkasa fölött. Rock megmutatta a képet Mercurynak, akinek rögtön megtetszett az elgondolás, és elragadtatva mondta: „én leszek Marlene!” Így készült el a lemez külső borítója, a fekete háttér előtt pózoló tagokról. Ezzel párhuzamosan készített egy világos képet, ahol a tagok fehér ruhában vannak – ez került a belső borítóra. A két kép utalt az album fekete és fehér oldalainak kontrasztjára.
A felvett anyag jó ideig „fiókban hevert”, mielőtt megjelenhetett volna. 1974 januárjában az angol kormány takarékossági szabályokat vezetett be, korlátozva az elektromos áram felhasználást, ami több hónapos késést okozott a lemezek nyomásában. Később az első tesztpéldányokon felfedezték, hogy a basszusgitáros neve fordítva van a borítóra írva, és ragaszkodtak a hiba kijavításához. Végül 1974. március 8-án került a boltokba a lemez. Áprilisban, részben a „Seven Seas of Rhye” sikerének köszönhetően az ötödik helyet érte el az angol albumlistán, és sikere nyomán most először az első lemezük is felkerült a listára. Amerikában április 9-én jelent meg, és jóval mérsékeltebb sikert aratott, csak a 49. helyet érte el. Mindkét országban ez alkalommal került fel először kis- és nagylemezük a listákra. Összességében viszont a Queen II az együttes egyik legkisebb példányszámban fogyó lemeze, Amerikában még az aranylemez státuszt sem érte el. A Nielsen SoundScan felmérései szerint Amerikában 1991 és 2006 között mindössze 139 ezer példányt vásároltak belőle.

## Kritikai fogadtatás
| Kritikák             | Kritikák             |
| Forrás               | Értékelés            |
| -------------------- | -------------------- |
| Rolling Stone        | (1974)               |
| Robert Christgau     | C– (1974)            |
| Winnipeg Free Press  | (kedvezőtlen) (1974) |
| Entertainment Weekly | C (1991)             |
| Classic Rock         | (2001)               |
| RS Album Guide       | (2004)               |
| Uncut                | (2011)               |
| Pitchfork Media      | 7.9/10 (2011)        |
| AllMusic             | [ 58 ]               |

Megjelenésekor kevés kivételtől eltekintve főleg negatív kritikák érték. A Record Mirror ezt írta róla: „A glam rock hátoldala. A legrosszabb nevű együttesé lehet az a kétes eredmény, hogy az utóbbi idők egyik legrosszabb albumát adhatja ki. Az anyag gyenge és túlprodukált… az egész szörnyű, ahogy van. Brian May műszakilag felkészült, de Freddie Mercury hangja a stúdiótechnika mögé bújik. Sok ember szerint a Queen az év együttese. Ha ez a legjobb reményünk a jövőre, a rock'n'roll minden fogódzó nélkül zuhan az öngyilkosság felé”. A Melody Maker kritikusa is kedvezőtlenül írt róla: „azt pletykálják, a Queen valamennyire sikeres az USA-ban, de még eldöntetlen kérdés, sikerül-e itt is befutniuk. Ha igen, megeszem a kalapom. Próbálkoznak, de a zenéjükből és az érzelmi mélységükből hiányzik valami...” Ken Barnes, a Rolling Stone kritikusa két és fél csillagra értékelte a lehetséges ötből, szerinte a lemez csokorba szedi a Yes zenéjének legirritálóbb elemeit: a teátrális éneket, a hihetetlen és értelmetlen kompozíciós bonyolultságot, valamint a dallamok szegényességét. Felrótta, hogy a szövegekben megkísérelnek felfedezést tenni egy fantáziavilágba, a Genesis értelme és kifinomultsága nélkül. A kritikus végszava ez volt: „az album megmarad bukdácsoló és eredetiség nélküli ügynek”. A kanadai Winnipeg Free Press szintén a túlprodukáltságát említette: „nehéz elhinni, hogy ezt a túlprodukált szörnyűséget ugyanaz az együttes vette fel, amelyik az első albumával, mintegy csokornyi dinamittal váratlan heavy metal függőséget robbantott ki az atlanti óceán mindkét partján. Ez az album egyszerűen úgy hangzik, mintha egy számítógéppel tákolták volna össze a legfáradtabb, legelcsépeltebb zenei klisékből”. Kedvezőbb volt a Sounds kritikája, amely szerint az album a legjobb oldaláról mutatja be a zenekart, és az NME is jókat írt róla: „az anyag, az előadása, a technikai részletek és a grafikai munka mind magas színvonalú”. A Billboard nagyon szórakoztató csomagnak nevezte, amely úgy hangzik, mintha a nagyobb brit rockegyüttesek egyszerre szólalnának meg.
A visszatekintő kritikákban rendszerint magasabb értékeléseket kap. 2001-ben Andy Robson a Classic Rock magazinban három csillagosra értékelte a lehetséges ötből, a bonyolultságát már-már komikusnak tartotta: „íme a Queen a D&D őrülteknek, olyan címekkel dobálózva, ami még a Spinal Tapet is zavarba hozta volna.” 2011-ben a Pitchfork Media kritikusa,  Dominique Leone a fehér oldalt kicsit túlduzzadónak tartotta, de véleménye szerinte a fekete oldal remekül kompenzálja ezt, először mutatva meg az együttesben rejlő valódi potenciált. Ugyancsak 2011-ben David Cavanagh az Uncut magazinban háromcsillagosra értékelte: „a Queen II egy fantáziavilágba repít, ahol ogrék, leprások, fehér és fekete királynők és óriás patkányok várnak. Hátborzongató, vészjósló, Brian May kiváló, óriási tűzerejű gitárjátékával, pokoli phaser effektussal, amely újratervezi a Led Zeppelin „Immigrant Song”-ját a „Ballroom Blitz” generációnak”. Terry Staunton, a Record Collector kritikusa módszeres és egységes lemezként jellemezte. Stephen Thomas Erlewine, az AllMusic kritikusa négy csillagosra értékelte: „ Queen itt feltekert, feszült és gonosz, szállítja a jellemző érzékenységüket a drámára, és ezek adják a lemez valódi erejét… a Queen II a kémény rajongóik egyik kedvence.”

## Örökség
1989-ben Axl Rose, a Guns N’ Roses énekese ezt mondta az albumról: „a Queentől a Queen II a kedvencem.  Amikor a legújabb felvételük megjelenik, legyen bármilyen fajta zene rajta, először csak ezt vagy azt a dalt szeretem. De miután egy ideig hallgatom, felnyitja az elmémet és felismerem a rengeteg különböző stílust. Igazán nagyra értékelem ezért őket. Ez olyan dolog, amit mindig vágytam megvalósítani”. Billy Corgan, a Smashing Pumpkins énekese egy interjúban, az életét megváltoztató albumokról beszélve, megemlítette a Queen II-t is: „egy lemezboltban dolgoztam, ahol rengeteg régi felvétel volt, és ott találtam a Queen II-t, ami valószínűleg a legnépszerűtlenebb albumuk. A csúcson is túlmutat, annyi vokál és gitárrétegződés – teljes Queen túladagolás. Szeretem a Freddie szexualitásáról szóló laza, furcsa, hűvös dalokat, és azt a módot, ahogy keményből szép balladákba fordulnak”. 2006-ban Rob Halford, a Judas Priest énekese a kedvenc Queen-albumának nevezte.
Az évek elteltével a kritikusok rendszeresen megemlítik a legjobb albumokat összegző listáikon. 2005-ben a Kerrang! magazin szavazásán az olvasók minden idők 72. legjobb brit rockalbumának tartották. A Virgin médiavállalat minden idők 1000 legjobb albumát kereső közvélemény-kutatásában 1994-ben a 202., 1998-ban a 819. helyre szavazták. A kutatás során 200 ezer személyt kérdeztek meg. 2000-ben a Q magazin „50 (+50)” legjobb brit albumait felvonultató listáján a 94. helyre sorolták. Helyett kapott Robert Dimery kritikus 1001 lemez, amit hallanod kell, mielőtt meghalsz című könyvében. Ellenben Jimmy Guterman és Owen O’Donnell 1991-es Minden idők legrosszabb rock and roll felvételei című könyvükben a Queen II-t minden idők 13. legrosszabb albumának sorolták.

## Az album dalai
| 1. | Procession                | Brian May    | 1:12 |
| 2. | Father to Son             | May          | 6:12 |
| 3. | White Queen (As It Began) | May          | 4:33 |
| 4. | Some Day One Day          | May          | 4:21 |
| 5. | The Loser in the End      | Roger Taylor | 4:01 |

| 6.  | Ogre Battle                      | Freddie Mercury | 4:08 |
| 7.  | The Fairy Feller’s Master-Stroke | Mercury         | 2:39 |
| 8.  | Nevermore                        | Mercury         | 1:17 |
| 9.  | The March of the Black Queen     | Mercury         | 6:33 |
| 10. | Funny How Love Is                | Mercury         | 3:14 |
| 11. | Seven Seas of Rhye               | Mercury         | 2:48 |

| 1. | See What a Fool I’ve Been                  | May     | 4:32 |
| 2. | Ogre Battle (remix: Nicholas Sansano)      | Mercury | 3:30 |
| 3. | Seven Seas of Rhye (remix: Freddy Bastone) | Mercury | 6:36 |

| 1. | See What a Fool I've Been (BBC Session July 1973, Remix 2011)   | 4:22 |
| 2. | White Queen (As It Began) (Live at Hammersmith Odeon, Dec 1975) | 5:32 |
| 3. | Seven Seas of Rhye (Instrumental Mix)                           | 3:09 |
| 4. | Nevermore (BBC Session, Apr 1974)                               | 1:27 |
| 5. | See What a Fool I've Been (B-Side Version, Feb 1974)            | 4:31 |

| 6. | White Queen (As It Began) (Live at The Rainbow '74) |  |
| 7. | Seven Seas Of Rhye (Live at Wembley Stadium '86)    |  |
| 8. | Ogre Battle (Live at Hammersmith Odeon '75)         |  |

## Közreműködők
Jacky Gunn és Georg Purvis alapján.
| Queen - Brian May – elektromos gitár, zongora, orgona, harangok, ének, háttérvokál - Freddie Mercury – ének és háttérvokál, zongora, csembaló - John Deacon – basszusgitár, akusztikus gitár - Roger Taylor – dob, ének, háttérvokál, marimba, gong, csörgődob | Közreműködő zenészek - Roy Thomas Baker – kasztanyetta: „The March of the Black Queen” | Produkció - Queen – producer, borítóterv - Roy Thomas Baker – producer - Robin Cable – társproducer: „Nevermore”. „Funny How Love Is”, „The March of the Black Queen” - Mike Stone – hangmérnök - Mick Rock – borítóterv |  |

## Helyezések és eladások
| Ország                | Helyezés |
| --------------------- | -------- |
| Brit albumlista       | 5        |
| Amerika Billboard 200 | 49       |
| Norvég albumlista     | 19       |

| Ország              | Eladási minősítés | Megjegyzés          | Eladás   |
| ------------------- | ----------------- | ------------------- | -------- |
| Anglia (BPI)        | arany             |                     | 100 000+ |
| Amerika (SoundScan) |                   | 1991 és 2006 között | 139 000+ |

Kislemezek
| Év   | Kislemez                                       | Anglia |
| ---- | ---------------------------------------------- | ------ |
| 1974 | Seven Seas of Rhye / See What a Fool I’ve Been | 10     |

## Kiadás
| Ország  | Megjelenés dátuma | Kiadó      | Formátum         | Katalógusszám                        |
| ------- | ----------------- | ---------- | ---------------- | ------------------------------------ |
| Amerika | 1973. április 9.  | Elektra    | LP, magnókazetta | EKS 75082 (LP) 75082 (kazetta)       |
| Anglia  | 1973. március 8.  | EMI        | LP, magnókazetta | EMA 767 (LP) TC EMA 767 (kazetta)    |
| Amerika | 1991. október 22. | Hollywood  | CD, magnókazetta | HR-61232-2 (CD) HR-61232-4 (kazetta) |
| Anglia  | 1986. december    | EMI        | CD               | CDP 7 46205 2                        |
| Anglia  | 1994              | Parlophone | CD               | CDPCSD 140                           |
| Anglia  | 2011              | Island     | CD               | 276 388 8                            |